# Animals (Pink Floyd)
| Recensione    | Giudizio |
| ------------- | -------- |
| AllMusic      |          |
| Rolling Stone |          |

Animals è il decimo album in studio del gruppo musicale britannico Pink Floyd, pubblicato il 21 gennaio 1977 dalla Harvest/EMI in Europa e il 2 febbraio dalla Columbia/Sony in Canada e negli Stati Uniti d'America.
È un concept album ideato dal bassista Roger Waters sulle condizioni sociopolitiche del Regno Unito durante gli anni settanta. L'album venne registrato e prodotto dallo stesso gruppo presso i Britannia Row Studios di Londra tra la fine del 1976 e gennaio 1977; in questo periodo vennero alla luce i primi contrasti tra i quattro componenti del gruppo, culminati nel 1979 con l'allontanamento del tastierista Richard Wright; l'immagine di copertina, un maiale che vola fra due delle ciminiere della centrale elettrica londinese Battersea Power Station, fu ideata da Waters e realizzata dal fotografo Storm Thorgerson.
Comunemente giudicato un punto di svolta circa lo stile musicale del gruppo, l'album fu accolto da recensioni contrastanti nel Regno Unito, nonostante avesse raggiunto il secondo posto nella Official Albums Chart mentre negli Stati Uniti d'America raggiunse la terza posizione della Billboard 200, rimanendo in classifica sei mesi e venne certificato quattro volte disco di platino dalla RIAA grazie alle vendite costanti. L'impegnativo tour mondiale che seguì la pubblicazione del disco esercitò una forte pressione sul gruppo tanto che, quando durante un concerto uno spettatore scagliò una bottiglia verso Waters, questi reagì sputandogli in faccia; da ciò scaturì la riflessione del musicista sull'incomunicabilità fra artista e pubblico, che gli avrebbe fornito l'ispirazione per il tema del successivo album, The Wall.

## Registrazione
Nel 1975 i Pink Floyd comprarono nel quartiere londinese di Islington un edificio di sale parrocchiali di tre piani, trasformandolo nei Britannia Row Studios. Il loro accordo con la società discografica EMI, che prevedeva tempo illimitato in studio in cambio di una percentuale ridotta delle vendite, era scaduto, e la band trasformò lo stabile in uno studio di registrazione e in un impianto di stoccaggio. Questo occupò la maggior parte del 1975 e, nell'aprile del 1976, i Pink Floyd cominciarono a lavorare sull'album nel nuovo studio.
Per questo album i Pink Floyd recuperarono due brani scartati dal precedente album, Gotta Be Crazy e Raving and Drooling, riadattandone i testi al tema dell'album e reintitolandoli Dogs e Sheep. Nel primo, l'assolo originale di chitarra di David Gilmour, per un errore di Waters (alle prese per la prima volta con un nuovo studio di registrazione a 32 piste), fu sovrascritto invece di essere doppiato. A detta del chitarrista, la versione che poi finì sull'album, per quanto buona, non fu mai all'altezza della precedente. La versione stereo8 di Animals contiene 23 secondi di arpeggio acustico, eseguito da Snowy White dopo la fine di Pigs on the Wing (Part II), che si ricollega alla prima parte, ricominciando da capo. Inoltre le due parti sono collegate in mezzo con un assolo, sempre di White.

## Tematiche

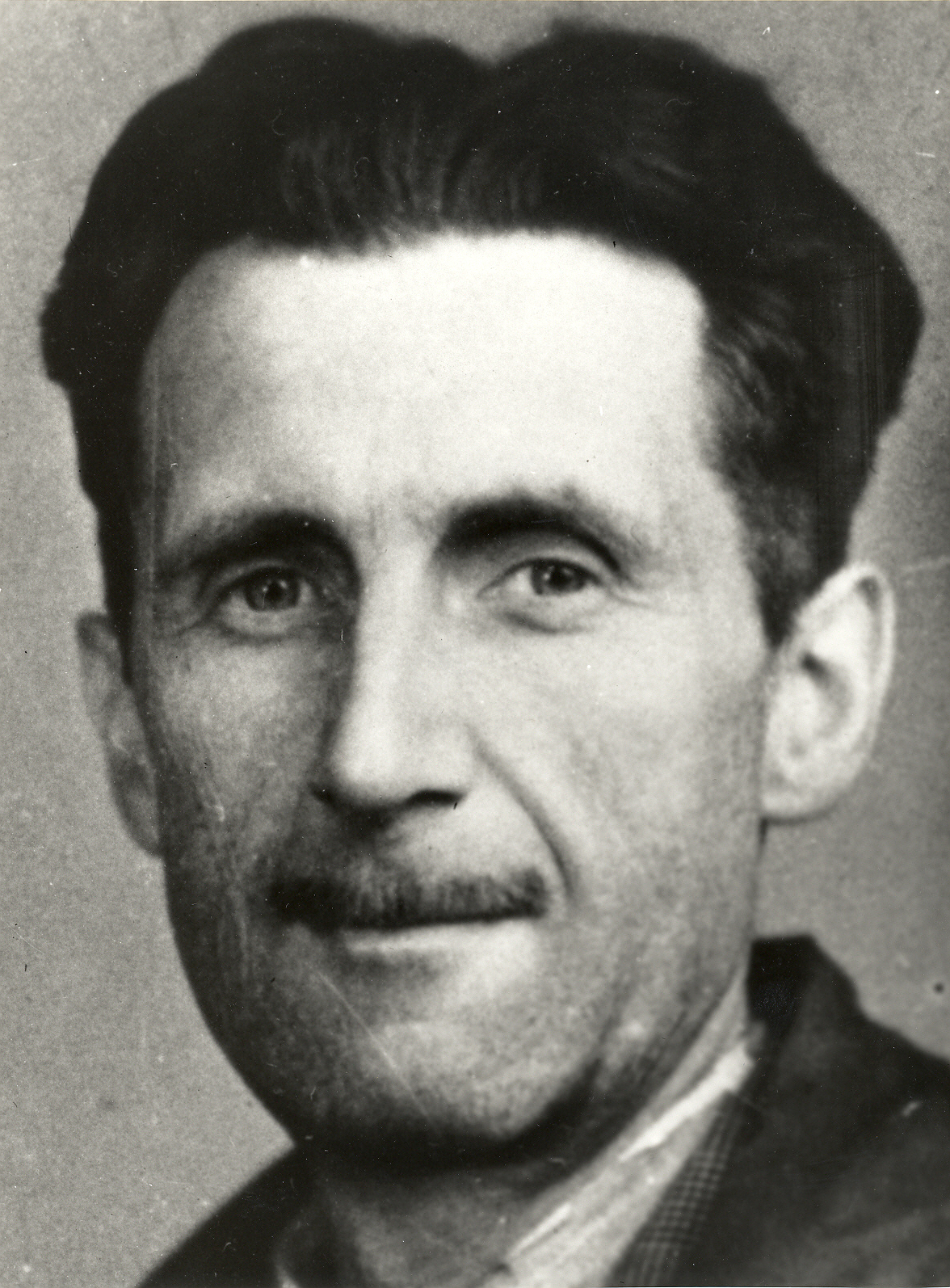
George Orwell, autore del romanzo La fattoria degli animali, su cui si basa questo album

L'idea alla base del concept album è la rappresentazione delle classi sociali come animali, similmente a quanto raccontato nel romanzo di George Orwell La fattoria degli animali. I cani, aggressivi, come rappresentanti della legge; i maiali, dispotici e spietati, rappresentano i politici; le pecore rappresentano la "mandria insana e cieca". Mentre il romanzo si focalizza sullo stalinismo, l'album è una critica al capitalismo e differisce nella rivolta delle pecore nei confronti dei cani. L'album fu sviluppato da una serie di canzoni senza rapporti tra loro raccolte in una sola tematica e, secondo l'autore Glenn Povey, «descrivono l'apparente degrado sociale e morale della società, paragonando la condizione umana a quella dei semplici animali». Un'altra citazione potrebbe essere una frase estrapolata dall'opera De umbris idearum del filosofo Giordano Bruno: «C'è un motivo per cui i porci bramano volare: è qualcosa di sconveniente per natura».
A parte le sue critiche alla società, Animals fu inoltre una risposta al movimento punk. Johnny Rotten, il cantante dei Sex Pistols, indossava una t-shirt dei Pink Floyd, su cui era stato scritto sopra al nome della band "I HATE" (cioè "io odio"). Il batterista Nick Mason successivamente disse che aveva accolto bene l'insurrezione del punk rock e lo vide come un gradito ritorno alla scena underground in cui i Pink Floyd erano cresciuti. Nel 1977 lo stesso Mason produsse l'album Music for Pleasure dei The Damned nei Britannia Row Studios.
Nel libro Comfortably Numb del 2008, lo scrittore Mark Blake sostiene che Dogs contiene uno dei lavori più belli di David Gilmour; anche se il cantante canta solo una volta, la sua performance è «esplosiva». La canzone inoltre contiene notevoli contributi del tastierista Richard Wright, che ripete i suoni del sintetizzatore già utilizzati nell'album precedente della band, Wish You Were Here. Pigs (Three Different Ones) assomiglia a Have a Cigar, entrambe riempite da riff blues di Gilmour, e presenta riferimenti all'attivista Mary Whitehouse. Il testo di Sheep contiene una versione modificata del Salmo 23, poiché si possono ritrovare frasi come "The Lord is my shepherd" ("Il Signore è il mio pastore"). Verso la fine della canzone, le pecore, gli animali protagonisti del brano, si ribellano ai cani e li uccidono.

## Copertina

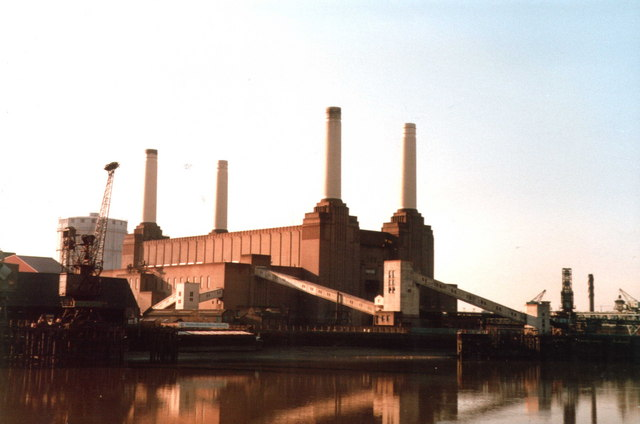
La Battersea Power Station di Londra, raffigurata sulla copertina di Animals

La fotografia di copertina e quelle presenti nel libretto interno all'album rappresentano la centrale elettrica londinese di Battersea Power Station, tra le cui ciminiere fluttua un gigantesco maiale. Durante la realizzazione si spezzò l'ancoraggio che bloccava il grosso maiale gonfiabile, pieno di elio, che se ne andò per i cieli di Londra. Fu emanato un comunicato a cura dell'ente inglese del controllo aereo per avvertire i piloti di che cosa avrebbero potuto vedere sopra i cieli londinesi. Il pallone fu infine recuperato in una fattoria senza che avesse fatto troppi danni e quindi riparato per poter terminare il set fotografico.
Il maiale gonfiabile, battezzato Algie, venne usato anche in varie esibizioni dal vivo sia del gruppo sia soliste di Waters; negli ultimi concerti dei Pink Floyd, due enormi maiali gonfiabili vennero posizionati in cima alle torri poste ai lati del palco; in alcuni concerti di Roger Waters, durante l'esecuzione di Sheep, il maiale è stato fatto volare sopra il pubblico.
Il maiale gonfiabile compare nel film di fantascienza I figli degli uomini di Alfonso Cuarón interpretato da Clive Owen; lo si vede fluttuare come nella copertina del disco tra le ciminiere della Battersea Power Station, attraverso una finestra della stessa costruzione. Una raffigurazione stilizzata del Pink Floyd pig è inoltre comparsa sulla copertina dell'album OK Computer dei Radiohead.

## Brani

### Pigs on the Wing, Pt. 1
Il disco si apre con la prima parte di Pigs on the Wing, una breve canzone d'amore, che Waters dedica a sua moglie, seppur non direttamente. Il brano, in stile unplugged, è stato suonato dallo stesso Waters e si interrompe improvvisamente non appena viene cantato l'ultimo verso.

### Dogs
Dopo Pigs on the Wing, Dogs, di oltre 17 minuti, entra sfumando la chitarra acustica di Gilmour. La canzone descrive dettagliatamente i "cani", ossia gli arrampicatori sociali, tutte quelle persone disposte a compiere ogni genere di crimini, fino ad arrivare al tradimento e all'omicidio.
Viene inoltre fatto notare che il destino di queste persone è segnato dal loro stesso agire, e la loro fine è preannunciata.
La prima strofa è cantata da Gilmour. Dopo la prima e la seconda strofa vi sono due tra i più belli assoli di chitarra del chitarrista. Il secondo assolo è eseguito con due chitarre. In seguito rientra la chitarra acustica seguita da un altro assolo di Gilmour. Poi il chitarrista esegue la terza strofa con la voce raddoppiata. Segue un'estesa sezione sonora con i sintetizzatori di Wright. Poi rientra la chitarra acustica seguita dalla quarta strofa cantata stavolta da Waters seguita da due assoli di Gilmour. La parte finale è costituita da una sezione di chitarra che accompagna le Parole di Waters che pone domande ai “cani” sulla loro condizione e annuncia la loro misera fine.

### Pigs (Three Different Ones)

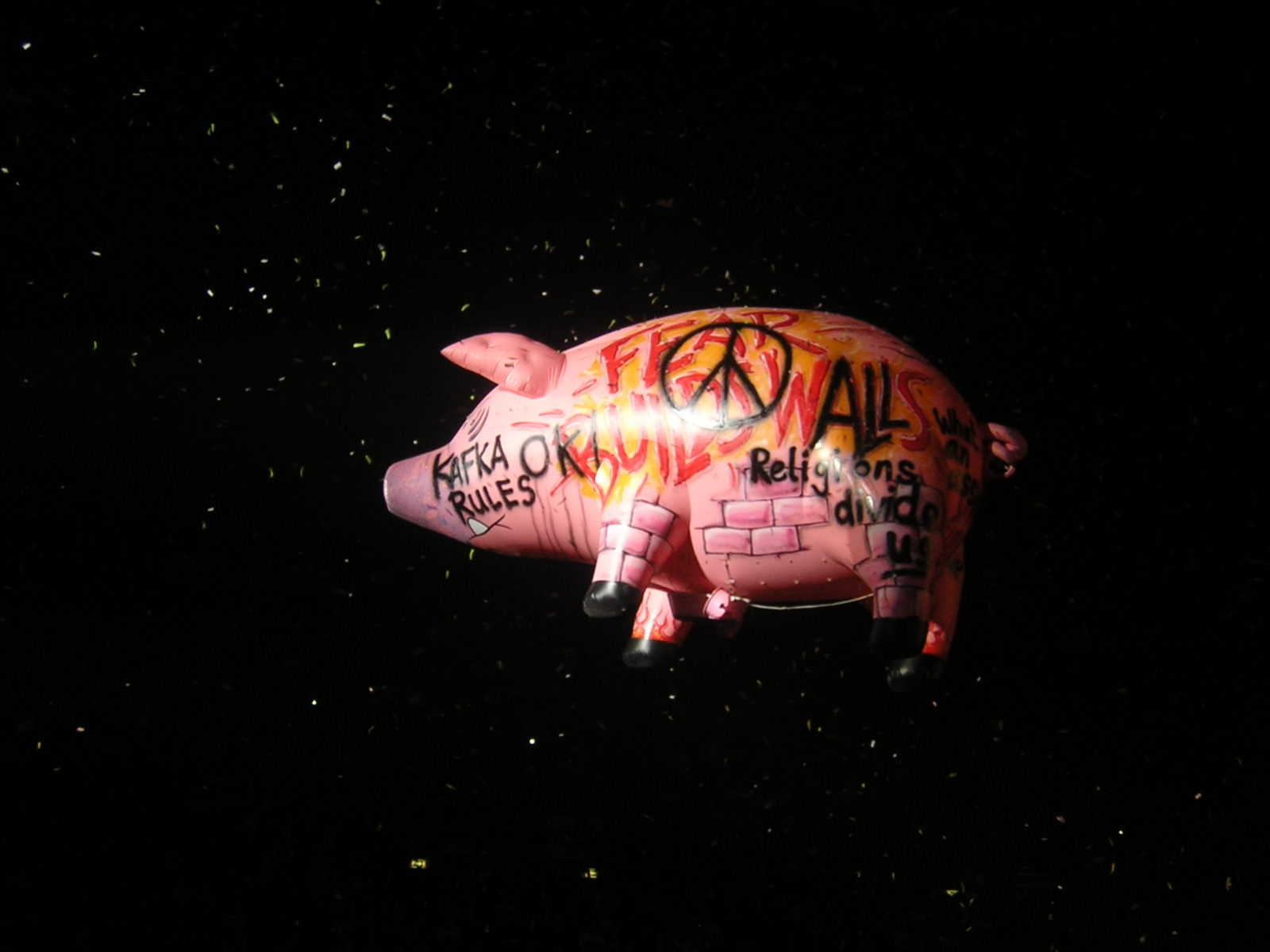
Il Pink Floyd pig

Pigs inizia con alcuni grugniti di maiali (ottenuti applicando la cosiddetta talk box al basso di Roger Waters) e un fischio assordante, per poi passare all'organo Hammond di Wright che esegue un fraseggio in minore, basato su due accordi, la cui struttura ricorda alcuni preludi di J.S. Bach. Su questo tema si sviluppa un assolo di basso, seguito dagli accordi della chitarra ritmica. Con la batteria fa il suo ingresso anche la voce di Waters, che denuncia i "maiali", ovvero varie categorie di persone che si "ingrassano" alle spalle degli altri. Il testo è suddiviso in tre strofe, ognuna delle quali rappresenta una categoria di persone.
Dopo le prime due strofe, la scena passa alla chitarra acustica che esegue un tema basato sui due accordi iniziali, durante il quale si possono udire ancora i grugniti dei maiali. Entrano uno a uno tutti gli strumenti e Gilmour esegue un assolo di chitarra filtrata con un talk box in modo da assomigliare vagamente a versi animaleschi e grugniti. Al termine dell'assolo, il brano ricomincia con il fraseggio iniziale dell'organo di Wright, su cui ritorna l'assolo di basso. Come all'inizio, la batteria segna l'ingresso della terza strofa cantata, al termine della quale tutti gli strumenti entrano con forza, a supporto dell'assolo di Gilmour che va a sfumare nell'inizio del brano successivo.

### Sheep
Il brano inizia con una descrizione del belato delle pecore. Tale pericolo prende corpo nell'incedere del basso che man mano sovrasta le tastiere. Con l'ingresso della batteria cambia la musica. Le "pecore" infatti rappresentano le persone più deboli, servili e manipolabili, che hanno bisogno di seguire un capo per sentirsi al sicuro.
Dopo due strofe, il cantato e l'intensità della strumentazione si fermano per passare a un tappeto di note di basso e sintetizzatore, su cui si sviluppano vari tipi di assolo. A circa metà canzone, verso la fine della parte strumentale è possibile ascoltare una voce (estremamente filtrata) recitare delle parole quasi incomprensibili. È un tecnico del gruppo che, attraverso un vocoder, recita una versione completamente stravolta del Salmo 23. Nei concerti la lettura è stata affidata a Nick Mason.
Con la ripresa del cantato, le "pecore" si ribellano in massa ai loro sfruttatori, riuscendo finalmente a sconfiggere i "cani". Tuttavia, nel finale, riprendendo il racconto di Orwell, alcune pecore esultanti dichiarano che i cani sono morti, e intimano alle altre pecore di «restare nelle loro case e fare ciò che viene detto loro». Non appena il cantato si chiude, la tonalità del brano passa in maggiore e il tutto si chiude con una progressione di accordi eseguiti dalla band al completo, che va a concludersi con un cinguettio.

### Pigs on the Wing, Pt. 2
La seconda parte di Pigs on the Wing è pressoché identica alla prima, fatta eccezione per il testo. Mentre la prima parte descrive che cosa succederebbe se Waters e la moglie non si curassero l'una dell'altro, la seconda dichiara che ognuno dei due è consapevole dell'amore reciproco.

## Pubblicazione
Prima dell'uscita ufficiale dell'album, questo fu fatto ascoltare due giorni prima dalla trasmissione di Capital Radio The Pink Floyd Story; tale evento venne annunciato in una conferenza stampa della stessa emittente radiofonica, due sere prima della messa in onda della trasmissione. I contenuti della trasmissione originariamente dovevano essere esclusivi della stazione radio londinese, ma John Peel riuscì ad avere una copia del lato A dell'album, che venne così fatto ascoltare al pubblico il giorno precedente la messa in onda della trasmissione di Capital Radio. Il disco fu pubblicato il 23 gennaio del 1977 nel Regno Unito e il 2 febbraio 1977 negli Stati Uniti d'America e in Canada.
Animals raggiunse il terzo posto della classifica statunitense e il secondo in quella britannica. A oggi sfiora i dieci milioni di copie vendute, per quanto sia molto meno popolare del disco che l'ha preceduto (Wish You Were Here) e di quello che l'ha seguito (The Wall). La critica lo accolse bene (NME lo descrisse come il disco inglese più spietato di sempre), ma, per la prima volta, i Pink Floyd, che si erano fatti le ossa nel movimento hippy londinese, non si trovavano in sintonia con il loro tempo: il punk era in piena ascesa, e il rifiuto per i mostri sacri del rock inglese, considerati dinosauri, era il suo emblema (vedere la maglietta di John Lydon «Io odio i Pink Floyd»). Per promuovere l'album, nel 1977 il gruppo intraprese la tournée In the Flesh Tour, durante il quale suonarono anche l'intero album Wish You Were Here del 1975 che non aveva avuto un tour promozionale.
Nel 1994 venne distribuita per il mercato europeo una versione rimasterizzata del disco da parte della EMI, mentre nel resto del mondo uscì soltanto tre anni più tardi attraverso la Columbia/Sony. Nel 2000 Animals fu ripubblicato in veste rimasterizzata con il secondo album A Saucerful of Secrets come bonus sullo stesso CD. Nel 2011 è uscito un nuovo remaster dell'album all'interno del cofanetto Discovery, distribuito anche come disco a sé stante su CD e LP.
Nel 2018 l'album è stato remixato da James Guthrie (curatore del remaster 2011) e pubblicato il 16 settembre 2022 con una nuova copertina sempre raffigurante la Battersea Power Station di Londra ma in questi anni con il "Pink Floyd pig" che vola tra le due ciminiere durante i lavori di rifacimento conclusi proprio nell'ottobre 2022. Tale riedizione è stata distribuita su CD e LP, oltre al BD e al SACD ad alta risoluzione in versione stereo e multicanale 5.1.

## Accoglienza
Il NME definì l'album «uno dei più estremi, implacabili, strazianti e iconoclasti della storia della musica contemporanea», e il compositore Karl Dallas affermò poco dopo che Animals dà «uno spiacevole gusto della realtà in un'epoca in cui la musica sta diventando sempre più soporifera». Frank Rose, giornalista di Rolling Stone, scrisse tristemente: «Nel 1977 i Pink Floyd diventano cupi e amari, denunciando la doppiezza dell'animo umano. Suonano come se avessero appena scoperto ciò – il loro messaggio è qualcosa di risaputo, quindi diventa inutile e noioso».
Nella sua autobiografia Inside Out del 2004, Nick Mason suggerisce che la durezza percepita in quest'album, rispetto alle opere precedenti del gruppo, può essere il prodotto di un modo "operaio" di affrontare la musica durante le registrazioni in studio, e un'inconscia reazione alle accuse mosse al gruppo da parte di esponenti della musica punk, i quali definivano i Pink Floyd come "dinosauri del rock".
Nel giugno del 2015 la rivista Rolling Stone ha collocato l'album alla tredicesima posizione dei 50 migliori album progressive di tutti i tempi.

## Tracce
Testi e musiche di Roger Waters, eccetto dove indicato 
Lato A.
1. Pigs on the Wing (Part I) – 1:25
2. Dogs – 17:08 (Roger Waters, David Gilmour)

Lato B
1. Pigs (Three Different Ones) – 11:28
2. Sheep – 10:20
3. Pigs on the Wing (Part II) – 1:25

## Formazione
Gruppo
- Roger Waters – basso, voce
- David Gilmour – chitarra, voce
- Richard Wright – tastiera
- Nick Mason – batteria

Altri musicisti
- Snowy White – chitarra acustica aggiuntiva e assolo di chitarra elettrica in Pigs on the Wing (versione Stereo8)[21]

Produzione
- Pink Floyd – produzione
- Brian Humphries – ingegneria del suono
- Roger Waters – sleeve design
- Storm Thorgerson – organizzazione sleeve design
- Aubrey Powell – organizzazione sleeve design, fotografia
- Nick Mason – grafica
- Peter Christopherson – fotografia
- Howard Bartrop – fotografia
- Nic Tucker – fotografia
- Bob Ellis – fotografia
- Rob Brimson – fotografia
- Colin Jones – fotografia

## Classifiche
| Classifica (2021-22) | Posizione massima |
| -------------------- | ----------------- |
| Grecia               | 6                 |
| Polonia              | 23                |
| Svizzera             | 5                 |